# 샐리 필드
샐리 마거릿 필드(영어: Sally Margaret Field, 1946년 11월 6일 ~ )는 미국의 배우이다.

## 출연 작품
- 미세스 다웃파이어
- 포레스트 검프

## 수상 경력
- 1977년 제29회 에미상 TV영화/미니시리즈부문 여우주연상
- 1979년 제32회 칸 영화제 여우주연상
- 1979년 제44회 뉴욕비평가협회상 여우주연상
- 1980년 제51회 미국비평가협회상 여우주연상
- 1980년 제5회 LA비평가협회상 여우주연상
- 1980년 제14회 전미비평가협회상 여우주연상
- 1980년 켄자스시티비평가협회상 여우주연상
- 1980년 제37회 골든글로브시상식 드라마부문 여우주연상
- 1980년 제52회 아카데미시상식 여우주연상
- 1982년 제8회 피플스 초이스 어워즈 가장 좋아하는 여자배우상
- 1985년 제42회 골든글로브시상식 드라마부문 여우주연상
- 1985년 제57회 아카데미시상식 여우주연상
- 2001년 제53회 에미상 드라마부문 여우게스트상
- 2007년 제59회 에미상 드라마부문 여우주연상
- 2009년 제15회 미국배우조합상 TV드라마부문 여자연기상
- 2012년 제33회 보스턴비평가협회상 여우조연상
- 2012년 달라스-포트워스비평가협회상 여우조연상
- 2012년 제77회 뉴욕비평가협회상 여우조연상